# Pierre Zentner
Pierre Zentner (13 de marzo de 1958) es un deportista suizo que compitió en remo. Ganó dos medallas en el Campeonato Mundial de Remo, oro en 1978 y bronce en 1979.

## Palmarés internacional
| Campeonato Mundial | Campeonato Mundial     | Campeonato Mundial | Campeonato Mundial        |
| Año                | Lugar                  | Medalla            | Prueba                    |
| ------------------ | ---------------------- | ------------------ | ------------------------- |
| 1978               | Copenhague (Dinamarca) | Medalla de oro     | Cuatro sin timonel ligero |
| 1979               | Bled (Yugoslavia)      | Medalla de bronce  | Cuatro sin timonel ligero |